# جان اف. لوئیس
جان اف. لوئیس (به انگلیسی: John F. Lewis) سناتور سابق عضو حزب جمهوری‌خواه ایالات متحده آمریکا بود. وی در سال ۱۸۷۰ تا ۱۸۷۵ میلادی سناتور ایالت ویرجینیا در سنای ایالات متحده آمریکا بود.